# Contea di Box Butte
La contea di Box Butte (in inglese Box Butte County) è una contea dello Stato del Nebraska, negli Stati Uniti. La popolazione al censimento del 2000 era di 12 158 abitanti. Il capoluogo di contea è Alliance.